# Miss Bolivia 2001
La 21.ª edición del certamen Miss Bolivia, correspondiente al año 2001 se celebró en el Salón Club Japonés  en la ciudad de Santa Cruz de la Sierra, el 31 de agosto de 2001. Concursantes de los nueve departamentos bolivianos y el Litoral, compitieron por este título de belleza. Al finalizar la velada, la Miss Bolivia 2000, Claudia Andrea Arano, entregó  la corona a su sucesora.
- La Presentación a los medios de prensa fue el 18 de agosto de  2001 luciendo vestidos rojos de Paceña, tal como sucede hasta ahora , y el desstino turístico elegido en la antesala fueron Misioneros Jesuitas donde las chicas posaron por primera vez en traje de baño.
- La noche final fue el 31 de agosto de 2001 en el salón de club social Japonés, las misses entraron primero en tarje típicos mientras Guisela Santa Cruz interpretaba la tradicional canción del certamen, posteriormente desfilaron en traje de baño y gala para luego anunciar a las 6 finalistas.

## Resultados Finales
| Resultado Final            | Departamento       | Candidata            |
| -------------------------- | ------------------ | -------------------- |
| Miss Bolivia Universo      | - Srta. Santa Cruz | Paola Coimbra        |
| Miss Bolivia Mundo         | - Miss Santa Cruz  | Claudia Ettmuller    |
| Miss Bolivia Internacional | - Srta. La Paz     | Priscila Quiroga     |
| Primera Finalista          | - Miss Tarija      | Ingrid Kholberg      |
| Segunda Finalista          | - Miss Chuquisaca  | María Claudia Canedo |
| Tercera Finalista          | - Srta. Tarija     | Liz Cuenca           |

## Títulos Previos
Durante la competencia del Miss Bolivia2001 las candidatas lucharon por ganar algunos títulos previos,  así destacándose las favoritas.
| Título             | Departamento    | Candidata        |
| ------------------ | --------------- | ---------------- |
| Mejor Traje Típico | Miss Oruro      | Claudia Morales  |
| Miss Elegancia     | Miss La Paz     | Mireya Castedo   |
| Mejor Rostro       | Miss Santa Cruz | Claudia Etmuller |
| Miss Fotográfica   | Miss Tarija     | Ingrid Kholberg  |
| Mejor Cabellera    | Miss Litoral    | Marìa Estela Paz |
| Mejor Mensaje      | Srta. Oruro     | Carla Hurtado    |

## Candidatas Oficiales
- 18 candidatas de los 9 departamentos de País concursaron por la corona del  Miss Bolivia 2014

- Miss Beni--> Helen Roth
- Srta. Beni--> Narda Rivero
- Miss Cochabamba --> Grace Orellana -->
- Srta. Cochabamba -->  Alejandra Pardo -->1,81 m
- Miss Chuquisaca --> María Claudia Canedo -->1,74 m
- Srta. Chuquisaca --> Paola Rojas
- Miss La Paz --> Mireya Castedo
- Srta. La Paz --> Prisila Quiroga
- Miss Litoral  --> Marìa Estela Paz
- Srta. Litoral --> Ursula Bustillos
- Miss Oruro  --> Claudia Morales
- Srta. Oruro --> Carla Hurtado
- Miss Potosí -->  Velia Heredia   17 años  1,64 m
- Srta. Potosí --> Ingrid Gossuveiler  22 años  1,82 m
- Miss Santa Cruz --> Claudia Etmuller
- Srta. Santa Cruz --> Paola Coimbra
- Miss Tarija --> Ingrid Kholberg
- Srta. Tarija --> Liz Cuenca Gallardo

## Datos
- Durante su año como Miss Bolivia, Paola Coimbra participó en el Reina Sudamericana siendo finalista y también su Reina de Carnaval Cruceño 2002
- Claudia Ettmuller se ubicó entre las mejores puntuaciones del Miss Mundo 2001, realizado en Sudáfrica, lastima que en ese tiempo solo se elegian 10 finalistas
- Claudia Ettmuller por motivos personales, Claudia tuvo problemas con Promociones Gloria y a pesar de no ser destituida , no pudo entregar su corona al año siguiente.

| Predecesor: Miss Bolivia 2000 | Miss Bolivia 2001 31 de agosto de 2002 | Sucesor: Miss Bolivia 2002 |

- Datos: Q20994931